# Albertina Soepboer
Albertina Soepboer (Holwerd, 3 de diciembre de 1969) es una escritora de los Países Bajos en idioma frisón occidental y neerlandés.
Nació en Holwerd y estudió lenguas románicas  y sus cultura, en concreto la literatura de Frisia en Groninga. Ha escrito obras de teatro para el Teatro De Citadel en Gronings.
Soepboer fue finalista por su poesía en el Premio Jorritsma Rely en 1996, 1997 y 1998 y recibió el premio en el año 2003 por la historia Dy griene neisimmer.

## Obras
Selección de obras
- It nachtlân, poesía en frisón (1998)
- De stobbewylch, poesía en frisón (2000)
- De fjoerbidders, poesía (2003)